# Josep Granyer i Giralt

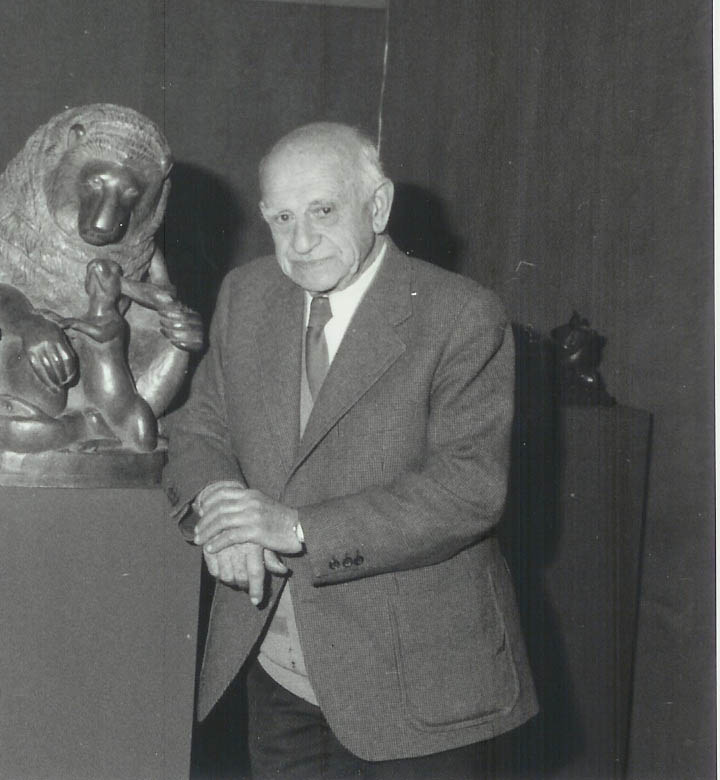
Josep Granyer i Giralt (1981).

Josep Granyer i Giralt (* 4. Dezember 1899 in Barcelona; † 21. Januar 1983 ebenda) war ein katalanischer Bildhauer und Graveur. Er war ein von der zeitgenössischen Kritik  geschätzter Künstler, der für seine zahlreichen Skulpturen, Drucke und Buchillustrationen bekannt war. Sein Werk lässt sich nur schwer einem bestimmten Stil zuordnen. Sein Œuvre reflektiert auf sehr persönliche Art die Stilrichtungen seiner Epoche mit Einflüssen des Art déco, des Surrealismus und sporadisch des Kubismus.

## Biographie
Granyer wurde in einer Familie von Kohlenhändlern geboren, aber dank des künstlerischen Umfelds der Familie (ein Cousin seines Vaters war der Illustrator Lluís Labarta i Grañé) entschloss er sich, Zeichnung, Malerei und Bildhauerei an der Escola de Belles Arts de Barcelona zu studieren. Während seiner prägenden Jahren zählte José Ruiz Blasco, der Vater von Pablo Picasso zu seinen Lehrern. Schon von 1913 an bis 1918 arbeitete er als Helfer im Atelier des Malers und Zeichners Francesc Labarta i Planas, seines Cousin 2. Grades, von 1915 bis 1917 zusätzlich in der Werkstatt von José Casanoves, der Uhren mit figürlichem Dekor aus Stuck versah.
Im Jahr 1917 gründete er die Gruppe Els Evolucionistes, zusammen mit den Bildhauern Apeles Fenosa und Joan Rebull Torroja, mit denen er in seinem Atelier zusammenarbeitete, um seine künstlerische Ausbildung zu vervollkommnen. Er war er guter Freund des avantgardistischen Bildhauers Àngel Ferrant und ein aktives Mitglied der Avantgarde seiner Zeit.
Granyer war Mitglied der 1927 gegründeten Asociación de Scultores, die die Absicht verfolgte, eine jährliche Ausstellung zur besseren Verbreitung der Skulptur durchzuführen, und seit 1932 der Grupo de Artistas Independientes (GAI), einer Vereinigung, die ein direktes System zur Förderung von Kunstwerken ohne Agenten schaffen wollte.

## Werke
Josep Granyers Werke sind sehr detailreich und realistisch und zeigen einen starken Sinn for Komposition und formale Strenge, welche auf der Beobachtung der Realität basiert, gleichzeitig findet sich eine feine Ironie und eine ordentliche Dosis Fantasie. Er war ein vielseitiger Künstler, der sich für Kunst und Kultur seiner Zeit interessierte, nicht nur im Hinblick auf Katalonien, sondern auf vielen Reisen auch Inspirationsquellen in Ländern wie Ägypten, Belgien, Frankreich, Griechenland, Italien oder den Niederlanden suchte.
Das Museu Deu in der Casa Palau Rabassó in El Vendrell besitzt in seiner Sammlung 25 Bronzearbeiten von Josep Granyer, die Teil seines renommierten „Bestiariums“ sind, einer Kollektion von Darstellungen vermenschlichter Tiere, die Gedichte von Autoren wie Pere Quart oder Josep Carner i Puig-Oriol illustrieren. In Kombination hierzu besitzt das Museu Deu auch eine Serie von 24 Zeichnungen hybrider Lebewesen, die Granyer als einen der originellsten Bildhauer seiner Generation darstellen.

### Skulpturen

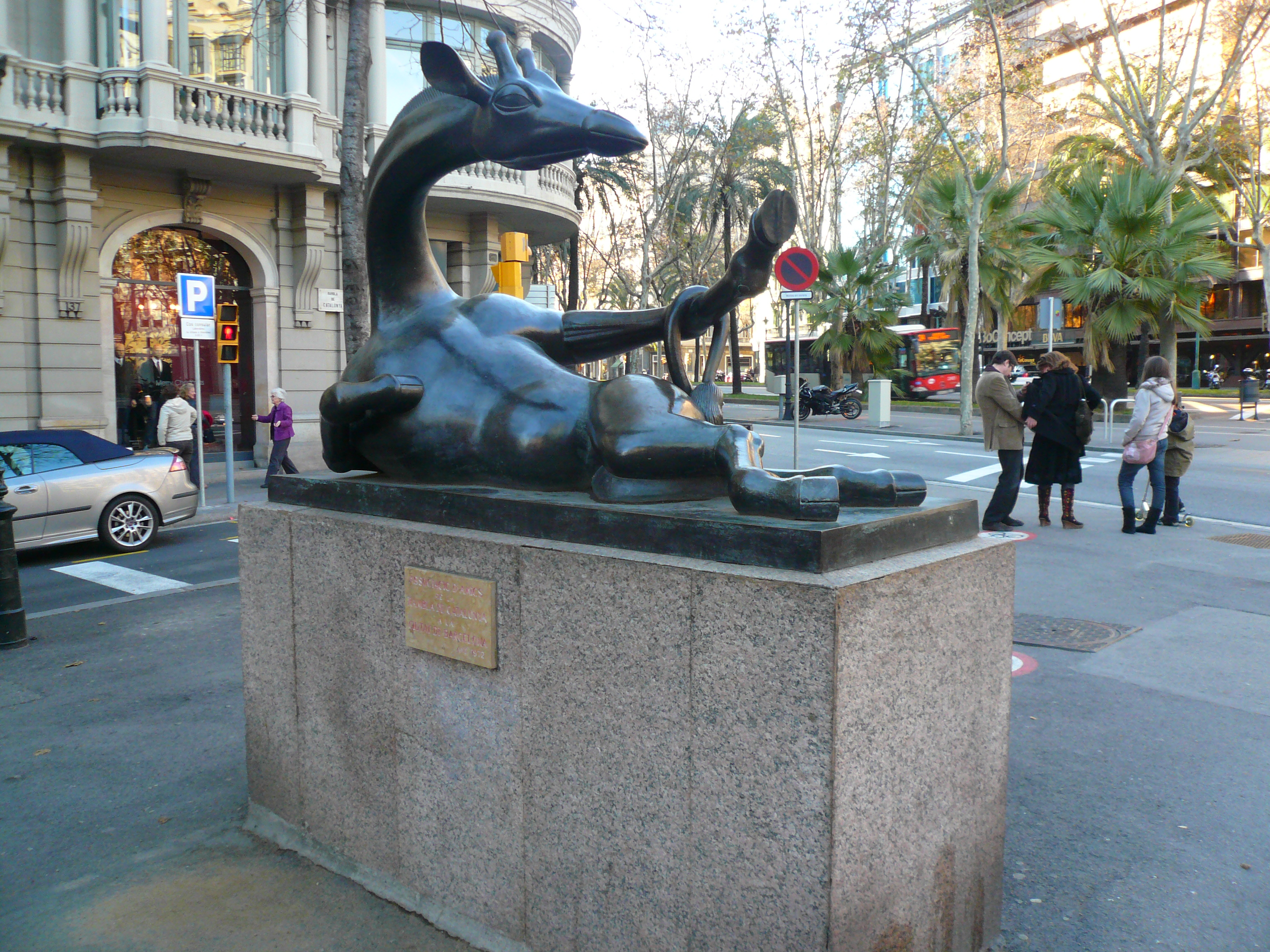
La Girafa coqueta (1972)
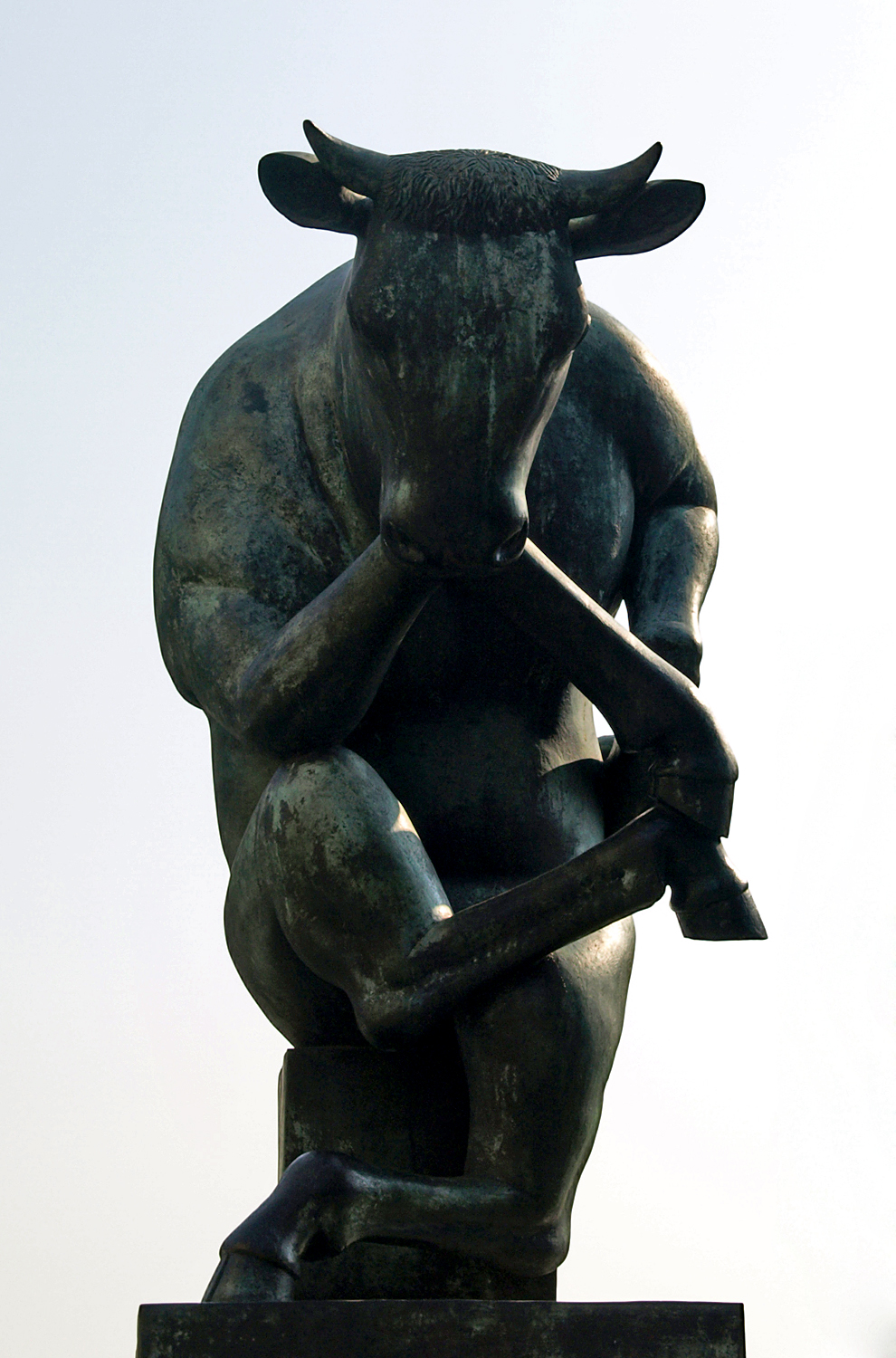
El Toro pensant (1972)

Tiere in vermenschlichten Posen bilden den Hauptteil des bildhauerischen Werks von Josep Granyer i Giralt, herausragend sind dabei die beiden auf der Rambla de Catalunya in Barcelona seit 1972 aufgestellten Statuen. Bedeutend sind auch die oben erwähnten 25 Bronzearbeiten des „Bestiariums“ im Museu Deu in El Vendrell. Auch menschliche Büsten, Ganzkörperfiguren und Reliefs zählen zu seinem Werk. Datiert sind u. a.:
1920 kubistisches Selbstporträt (Relief)
1926 La penya del Lyon d´Or (Relief)
1927 Selbstporträt mit Katze (Relief, Privatsammlung, Barcelona)
1929 Automobilistes (Basrelief in Alabaster, Privatsammlung, Barcelona)
1929 Fray Luis de León (Gipsskulptur für die Internationale Ausstellung, Barcelona)
1940 Somnieg vaca (Träumende Kuh)
1950 Voluptuositat (Privatsammlung, Barcelona)
1953 Toro torero (Sala Dalmau, Barcelona)
1960 Estudi I (surrealistische Terrakotta, Privatsammlung, Barcelona)
1972 La Girafa coqueta (Flirtende Giraffe; Rambla de Catalunya, Barcelona)

1972 El Toro pensant (Nachdenklicher Stier; Rambla de Catalunya, Barcelona)

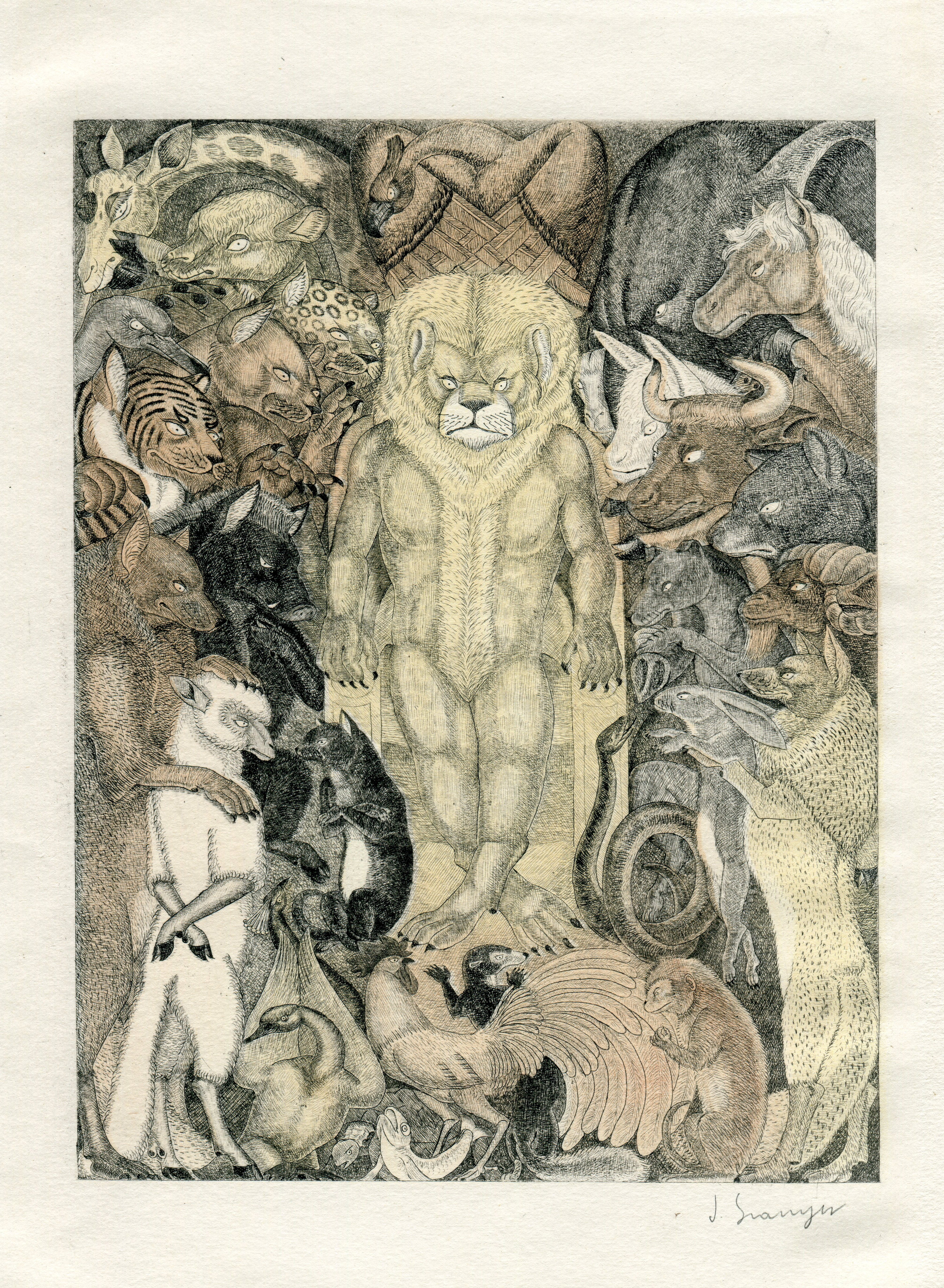
Illustration zu Llibre de les Bèsties von Josep Granyer

1981 Büste seiner Ehefrau Montserrat Junyent i Quinquer (Reial Acadèmia Catalana de Belles Arts de Sant Jordi, Barcelona)

### Illustrationen
Was die Illustrationen im Werk von Josep Granyer betrifft, so finden wir auch hier Tiere in menschlichen Haltungen. Er illustrierte Gedichte von Pere Quart oder Josep Carner i Puig-Oriol und beteiligte sich auch an einer Sammlung von Zeichnungen mit der Thematik von Flora und Fauna. Diese waren ursprünglich für den Metallunternehmer, Mäzen und Sammler Víctor Maria d'Imbert Manero gedacht. Das illustrative Werk Granyers ist sehr umfangreich, aber fast zur Gänze unbekannt. Nichtsdestoweniger existieren Illustrationen zu bedeutenden Werken der Literatur, wie Las dos doncellas oder El coloquio de los perros von Miguel de Cervantes, dem Decamerone von Boccaccio, Sept dialogues de Bêtes von Colette und El llibre de les bèsties von Ramon Llull oder zu informativen Bänden wie der Illustrierten Geschichte Kataloniens von Ferran Soldevila i Zubiburu oder Jakob I. der Eroberer von Maria Novell i Picó. Außerdem illustrierte er zwei Werke von Walter Scott. Für seine Illustrationen benutzte Granyer unterschiedliche Techniken: Federzeichnung, Aquatinta, Ätzradierung, Kaltnadelradierung, Lithographie usw.

### Kupferstiche
Jaume Pla i Pallejà führte ihn in die Kunst des Kupferstichs ein, worauf Granyer zahlreiche Stiche anfertigte, zum einen Teil für eigene Glückwunschkarten zu Weihnachten  (nadales), zum anderen Teil als Auftragsarbeiten für die Bebilderung von manuell bearbeiteten, bibliophilen Sammlerbüchern. Er nahm an der Kreation und Herausgabe der Col·lecció Rosa Vera teil, in der man einen Band mit seinem Namen findet. Zur Anfertigung der Kupferstiche nutzte Granyer ausschließlich die Technik der Ätzradierung, die zum detailreichen Charakter seiner Arbeiten und seiner minutiösen Arbeitsweise passte.

## Bibliographie
- La Nova Revista, Band 3, Nr. 10, Barcelona, Oktober 1927
- Abril, M.: El escultor Granyer. Revista de las Españas, Jg. IV, Nr. 29–30, Madrid, 1. Februar 1929
- Abril, M.: Los evolucionistas catalanes. Luz, Jg. I, Nr. 63, Madrid, 19. Februar 1932
- A Josep Millàs Raurell D'aci i d'Allà. Barcelona, April 1933
- Alcantara Gusart, M.: Sala Busquets, Josep Granyer. El dia gràfico, Barcelona, 4. April 1933
- Homenaje a cuatro artistas ilustres. La Vanguardia, Barcelona, 1. März 1935
- Les Arts. Meridià, Nr. 50, Barcelona, 31. Dezember 1938
- La Fontana d'Or exhibeix les escultures amb formes humanes i animals de Granyer. Diari de Girona, Girona, 26. April 2005
- Arnaldo, J.: Josep Granyer. Fundació Apel·les Fenosa, El Vendrell, 18. November 2005 und 28. Februar 2006
- Arte Contemporáneo Español, Colección Arte Contemporáneo, Museu Patio Herreriano, Valladolid, 2002
- Baiarola: Exposició de dibuixos de Granyer a las Sala Badrinas. La Veu de Catalunya, Barcelona, 17. Januar 1931
- Benet, Rafael: III Saló dels Evolucionistes. La Veu de Catalunya, Barcelona, 13. Mai 1924
- Benet, Rafael: Laques Sakura. La Veu de Catalunya, Barcelona, 30. Dezember 1931
- Blanch, M.: Granyer, J., Donació d'una escultura retrat de Montserrat Junyent de Granyer. Amb unes paraules de presentació amb motiu del seu ingrés a la Reial Acadèmia Catalana de Belles Arts Sant Jordi. 29. April 1981
- Blanch, M.: El bestiari de Josep Granyer. Sala Artur Ramon, Barcelona, 1987
- Cadena, J.M.: Josep Granyer. El Periódico, Barcelona, 28. Dezember 1987
- Carbonell, J.: Les tertúlies de la Syra. Quaderns Rafael Benet, Fundació Rafael Benet, Nr. 14, Barcelona, Juni 2005
- Del Castillo, A.: El Zoo de Granyer en Galerías San Jorge. Diario de Barcelona, Barcelona, 17. November 1953
- Diverse Autoren: Escultura española 1900-1936. (Katalog) Palacio de Velázquez, Parque del Retiro, Ministerio de Cultura, Dirección General de Bellas Artes y Archivos, Madrid, 23. Mai bis 22. Juli 1985
- Diverse Autoren: L'Avantguarda de l'escultura Catalana. (Katalog) Centre d'Art Santa Mònica, Barcelona, Oktober/November 1989
- Estivill Abelló, A.: Exposició Granyer. L'Hora, Barcelona, 25. Februar 1931
- Fontbona, F.: Noucentisme y otras corrientes postmodernistas. Noguer, Band II der Reihe „Tierras de España“, Cataluña II, Publicaciones Fundación Juan March, Barcelona, 1978
- Gaya Nuño, J.A.: Escultura Española Contemporánea. Guadarrama, Madrid, 1975
- Gifreda, M.: Pessebres. Mirador, Jg. IV, Nr. 154, Barcelona, 14. Januar 1932
- Giralt Miracle, D.: Josep Granyer, escultor. (Katalog) Fontana d'Or, Girona, 28. April bis 29. Mai 2005
- Gual, E.F.: Exposició del G.A.I. Mirador, Jg. V, Nr. 241, Barcelona, 14. September 1933
- Jardí, E.: Granyer a l'Acadèmia. Avui, Barcelona, 24. Mai 1981
- Manzano, R.: Josep Granyer (Galeria Rovira). El Noticiero del viernes, Barcelona, 23. November 1984
- Margalef, O.: Granyer escultor d'animals. Avui, Barcelona, 19. November 2005
- Miralles, F.: Història de l'Art Català. Band VIII (L'època de les avantguardes 1917–1970), 1983
- Pla, J.: Josep Granyer. L'home i el seu art. Les monografies de la Rosa Vera, Barcelona, 1962
- Plana, A.: Josep Granyer. La Vanguardia, Barcelona, 13. März 1936
- Rodríguez Cruells, M.: Josep Granyer. Europa, Jg. XVI, Nr. 500, Barcelona, 1963
- Rovira, A.: Josep Granyer. La Humanitat, Barcelona, 20. März 1933
- Sacs, J.: Josep Granyer i Giralt. Gaseta de les Arts, Jg. I, Nr. 3, Barcelona, November 1928
- Santos Torroella, R.: Un escultor del 17. ABC, Madrid, 17. Dezember 1987
- Sempronio: Fenosa, Rebull, Granyer y Viladomat reunidos. Tele Exprés, Barcelona, 20. März 1979
- Ventalló, J.: Esculturas de Josep Granyer para la Rambla de Catalunya. La Vanguardia, Barcelona, 17. Juni 1970.
- Vidal, M.: L'exposició d'art cubista de les Galeries Dalmau. Col. Les Arts i els Artistes, Universitat de Barcelona, Barcelona, 1996
- Yvars, J.F.: Las Formas dels cubismo: escultura 1909-1919. (Katalog) Museo Nacional de Arte Reina Sofía Madrid, 12. Februar bis 22. April 2002, Madrid, 2002